# سکونترونه
سکونترونه (به ایتالیایی: Scontrone) یک کومونه در ایتالیا است که در استان لاکویلا واقع شده‌است. سکونترونه ۲۱٫۴۰ کیلومتر مربع مساحت و ۶۰۵ نفر جمعیت دارد و ۱٬۰۳۸ متر بالاتر از سطح دریا واقع شده‌است.